# Antoine Jacques Claude Joseph Boulay de la Meurthe

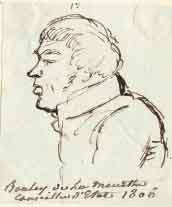
Antoine Jacques Claude Joseph, comte Boulay de la Meurthe

Antoine Jacques Claude Joseph, comte Boulay de la Meurthe (* 19. Februar 1761 in Chaumousey; † 4. Februar 1840 in Paris) war ein französischer Staatsmann und loyaler Anhänger Napoleons.

## Leben
Boulay de la Meurthe war der Sohn eines wohlhabenden Bauern. Sein Onkel, ein Dorfpfarrer, ließ ihn Rechtswissenschaften studieren. Er wurde 1783 Parlamentsadvokat zu Nancy, später zu Paris, wo er sich bald einen Ruf als Anwalt und Redner erwarb. Der Französischen Revolution schloss er sich entschieden an und kämpfte als Freiwilliger bei Valmy (1792) und Wissembourg (1793) in der republikanischen Armee. Krank nach Nancy zurückgekehrt, wurde er dort Richter, musste aber als Gemäßigter während der Terrorherrschaft fliehen, um der Verhaftung zu entgehen. Nach dem 9. Thermidor (27. Juli 1794) und dem damit verbundenen Sturz Robespierres kehrte er nach Nancy zurück, wurde dort Präsident am Ziviltribunal, dann öffentlicher Ankläger. 1797 wurde er Mitglied des Rats der Fünfhundert und in der Folge zweimal dessen Präsident. In diesem Gremium war er erst Führer der eifrigen Republikaner, dann der sog. konstitutionellen Mittelpartei und sprach sich, die mögliche Wiederkehr der Terrorzeit fürchtend, gegen den Jakobinismus und die Despotie der Direktorialregierung aus. Er hatte besonderen Anteil daran, die Direktoren Philippe-Antoine Merlin und Louis-Marie de La Révellière-Lépeaux am 18. Juni 1799 zu Fall zu bringen. Dann ließ er sich von Emmanuel Joseph Sieyès für dessen Reformplan gewinnen und unterstützte Napoleons Staatsstreich des 18. Brumaire VIII (9. November 1799). In diesem Sinn schrieb er seinen Essai sur les causes qui en 1649 amenèrent en Angleterre l'établissement de la république.
Als Erster Konsul übertrug Napoleon Boulay de la Meurthe verschiedene wichtige Geschäfte und bot ihm das Polizeiministerium an, das Boulay de la Meurthe jedoch ausschlug. Dagegen nahm er im Januar 1800 die Präsidentschaft der legislativen Sektion im Staatsrat an und war als solcher wesentlich an der Redaktion des Code civil beteiligt. Im September 1802 erhielt er die Verwaltung der Angelegenheiten der Nationalgüter, in welcher Sache er in achtjähriger Amtszeit gegen 20.000 Fälle entschied. Gegen Ende 1810 trat er in seine frühere Stelle im Staatsrat zurück und wurde demzufolge auch Mitglied des Geheimen Rats. Napoleon schätzte ihn sehr und ernannte ihn im April 1808 zum Grafen und  im Juni 1811 zum Großoffizier der Ehrenlegion. 1813 wurde er in den Regentschaftsrat gewählt, wo er vor der Übergabe von Paris an die Alliierten darauf drang, dass Napoleons Gattin, die Kaiser-Regentin Marie Louise, mit ihrem Sohn in der Hauptstadt bleibe, diese zum Aufstand aufrufe und sich im Stadthaus bis zur Ankunft Napoleons auf Leben und Tod verteidige.
Während der ersten Restauration der Bourbonen (1814) nahm Boulay de la Meurthe kein Amt an, trat aber nach der Rückkehr Napoleons I. von Elba während dessen Herrschaft der Hundert Tage (1815) als Staatsminister wieder in den Staatsrat, verwaltete mit Cambacérès die Justiz und redigierte die Additionalakte. Nach der Schlacht bei Waterloo (18. Juni 1815) betrieb er als Abgeordneter des Départements Meurthe im Gesetzgebenden Körper vergeblich die Anerkennung Napoleons II. und übernahm dann in der Regierungskommission die Justiz. Nach der zweiten Restauration der Bourbonen wurde er nach Nancy verbannt, dort verhaftet und von den Russen nach Deutschland geschafft, wo er sich zuerst in Halberstadt, dann in Frankfurt am Main aufhalten musste. Erst 1819 durfte er nach Frankreich zurückkehren, war aber politisch nicht mehr aktiv tätig, obwohl er bei den Parlamentswahlen von 1824 und 1827 erfolglos kandidierte. Er starb am 4. Februar 1840 im Alter von knapp 79 Jahren in Paris.
In der Verbannung verfasste Boulay de la Meurthe das Werk Tableau politique des règnes de Charles II et de Jacques II, derniers rois de la maison Stuart (2 Bde., Den Haag 1818; 2. Auflage Paris 1822), worin er das frühere französische Direktorium und die erneute Bourbonen-Regierung indirekt kritisierte. Außerdem schrieb er mit anderen Bourrienne et ses erreurs volontaires et involontaires (2 Bde., Paris 1830; deutsch, 2 Bde.,  Leipzig 1830), ein für die Geschichte Napoleons I. wichtiges Werk, in dem er die Irrtümer in Bourriennes Mémoires sur Napoleon (10 Bde., Paris 1829) zu berichtigen suchte. Darüber hinaus arbeitete er in seinen letzten Lebensjahren an der Niederschrift seiner Memoiren.
Seine beiden Söhne Henri Georges Boulay de la Meurthe (* 1797; † 1858) und François Joseph Boulay de la Meurthe (* 1799; † 1880) waren ebenfalls französische Politiker.